# Drepanosticta starmuehlneri
Drepanosticta starmuehlneri är en trollsländeart som beskrevs av St Quentin 1972. Drepanosticta starmuehlneri ingår i släktet Drepanosticta och familjen Platystictidae. Inga underarter finns listade i Catalogue of Life.